# Ортуйське сільське поселення
Орту́йське сільське поселення (рос. Ортуйское сельское поселение) — сільське поселення у складі Могойтуйського району Забайкальського краю Росії.
Адміністративний центр та єдиний населений пункт — село Ортуй.

## Населення
Населення сільського поселення становить 836 осіб (2019; 1020 у 2010, 1166 у 2002).